# Sparkassenstraße (Bozen)

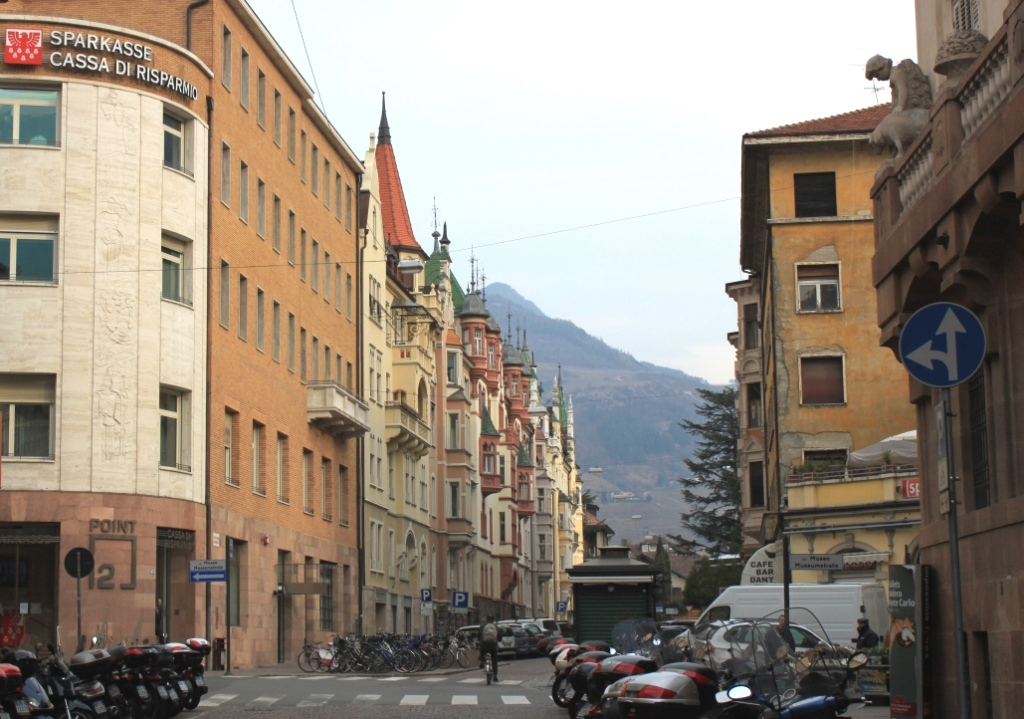
Sparkassenstraße in Bozen

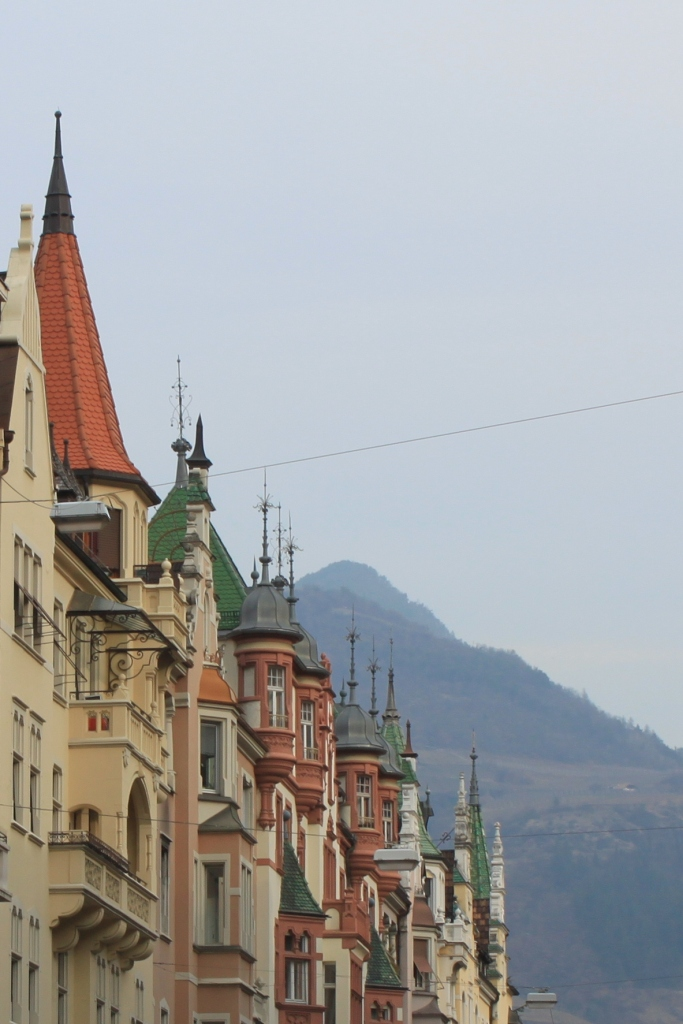
Sparkassenstraße, Nordwesten – Häuser im Münchner Stil

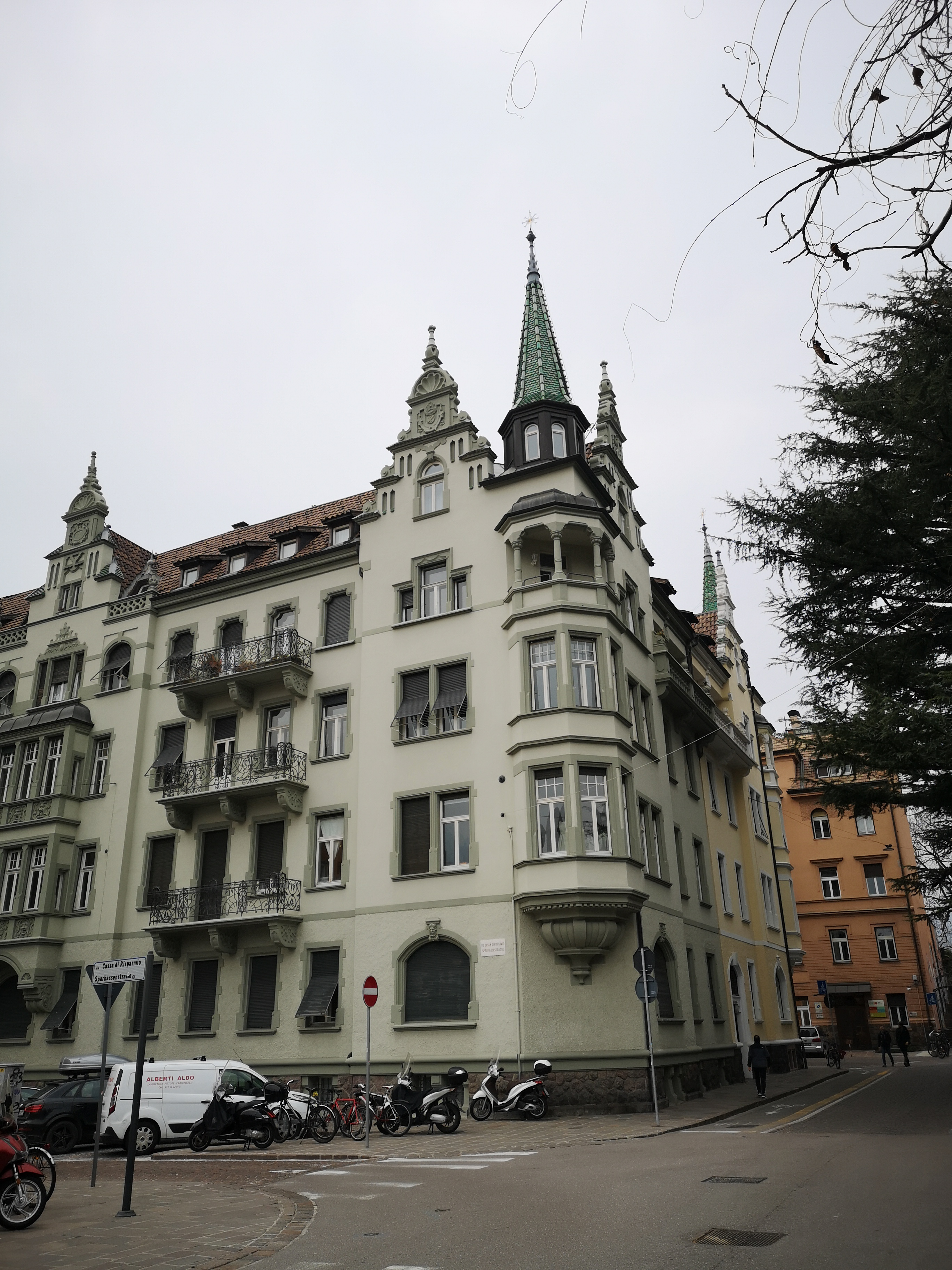
Nordwestecke der Sparkassenstraße

Die Sparkassenstraße (italienisch Via Cassa di Risparmio) ist eine parallel zur Talfer verlaufende, etwa 400 Meter lange Straße im Westen der Altstadt von Bozen mit bis heute weitgehend erhaltener historistischer Bebauung.

## Geschichte
Durch die Bevölkerungszunahme gegen Ende des 19. Jahrhunderts machte sich in Bozen Wohnraummangel bemerkbar. Um dem Abhilfe zu schaffen und das Baugewerbe zu beleben, kaufte die Bozner Sparkasse den Ansitz Hurlach im Westen der Stadt an und baute in den Jahren 1891 bis 1897 eine 400 Meter lange und 15 Meter breite Verbindungsstraße zwischen der Spitalgasse und der Wangergasse. Anlässlich des 50-Jahr-Jubiläums der Regierung von Kaiser Franz Joseph am 2. Dezember 1898 wurde der neue Straßenzug der Stadt Bozen geschenkt. Der Abschnitt nördlich der Museumstraße wurde nach der Sparkasse benannt, jener südlich davon erhielt den Namen der wenige Monate zuvor ermordeten Kaiserin Elisabeth. Nach der Annexion Südtirols an Italien wurde der Name Kaiserin-Elisabeth-Straße am 25. Oktober 1921 beseitigt. Seither heißt auch der südliche Teil Sparkassenstraße.

## Verkehr
Bis 1948 fuhr die Straßenbahn, vom Waltherplatz kommend, auf dem Abschnitt von der Aufschnaiterschule bis zum Stadtmuseum, wo sie nach links zur Talferbrücke zur Weiterfahrt nach Gries einbog.
Auf derselben Strecke fahren seither die Stadtbusse.
Von Süden nach Norden ist die Sparkassenstraße als Einbahnstraße befahrbar.

## Bebauung

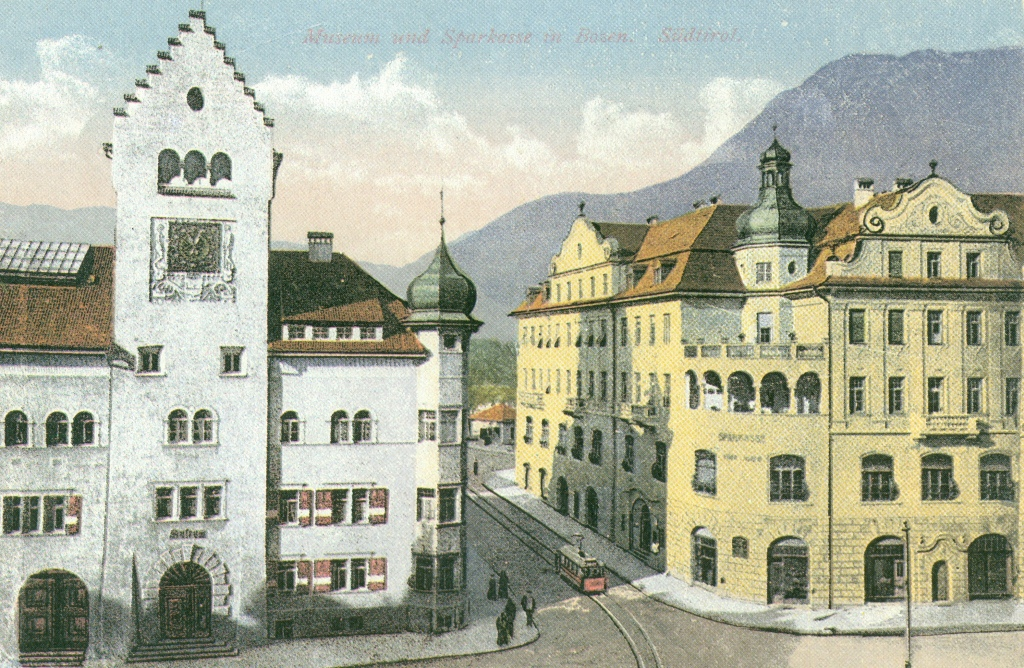
Sparkasse und Stadtmuseum im ursprünglichen Zustand, Ansichtskarte um 1920

Die Sparkassenstraße ist auf beiden Seiten von mehrheitlich sanierten historistischen Wohnhäusern mit vier oder fünf Geschossen gesäumt. Entlang der Straße entwickelten die Bozner Bürger, die den Baugrund von der Sparkasse um den Preis von 8 Gulden pro Quadratmeter erwarben, eine rege Bautätigkeit. Die Häuser Nr. 6 und Nr. 8 an der Westseite wurden 1905 im Stil der Nürnberger Spätgotik erbaut. Mittel- und Seitenrisalite, Viereck- und Dreieckerker, Ecktürmchen und Fensterumrahmungen prägen die Fassaden. Die Häuser Nr. 3, Nr. 5 und Nr. 7 an der Ostseite sind in neubarockem Stil gehalten und erinnern an die Wiener Ringstraßenarchitektur. Die Häuser Nr. 13 und Nr. 15 erbaute der Unternehmer Albert Canal, Haus Nr. 18 entwarf Julius Mayreder aus Wien im Jahre 1900. Das Gebäude Sparkassenstraße 9 wurde kürzlich abgerissen.

### Michaelsburg
Johann Bittner entwarf die neuromanische Herz-Jesu-Kirche in der Rauschertorgasse (1897–1899) und 1900/01 die Michaelsburg, das Kloster der Eucharistiner in der Sparkassenstraße Nr. 1. Dieses Gebäude wies den Weg, den die weitere bauliche Entwicklung der Stadt nehmen sollte, und führte in Bozen den sogenannten Überetscher Stil ein. Bei der Michaelsburg sind gekuppelte Rundbogenfenster, ein großer Torbogen und an der Fassade unregelmäßig verteilte Fenster, teilweise mit Vergitterung, kombiniert.
Die Michaelsburg wird heute als Sitz der Caritas der Diözese Bozen-Brixen genutzt.

### Sparkasse
Die Sparkasse hatte sich eine große Parzelle der Straße für sich zurückbehalten. Darauf wurde in den Jahren 1904–1907 in bayerisch-neubarockem Stil nach Plänen von Wilhelm Kürschner der neue Sitz der Bank errichtet.
Da das Gebäude für die Faschisten einen allzu deutschen Charakter hatte, wurde es 1938 in südländisch wirkendem Stil mit Flachdach und Backstein- und Marmorverkleidung umgebaut. Aus demselben Grund wurde auch die Innenausstattung des Baus verfälscht, sodass man heute nur mehr schwer die ursprünglichen Bauelemente erkennen kann.

### Stadtmuseum

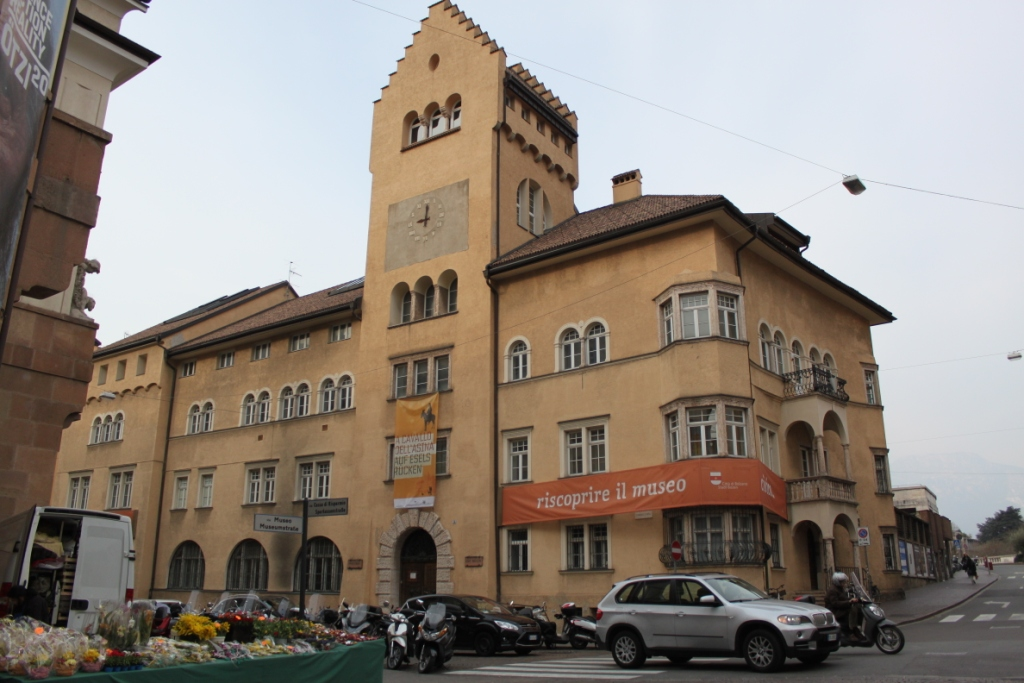
Bozner Stadtmuseum 2012

Direkt gegenüber dem Sparkassengebäude steht das 1901–1905 im Überetscher Stil errichtete Museumsgebäude. Die Pläne dafür stammen vom akademischen Maler Alois Delug, die Bauleitung hatte Stadtbaumeister Wilhelm Kürschner über. Die Gestaltung der Innenausstattung erfolgte nach Plänen des akademischen Malers und späteren Museumsdirektors Tony Grubhofer.
In den Jahren 1934–1938 ließ die faschistische Stadtregierung das Stadtmuseum umbauen und alle deutschen Stilelemente, insbesondere den Turm und die Zinnen entfernen.
1992/93 wurde der Museumsturm wieder aufgebaut. Er ist der einzige öffentlich zugängliche Turm im Zentrum von Bozen.

### Österreichisch-Ungarische Bank

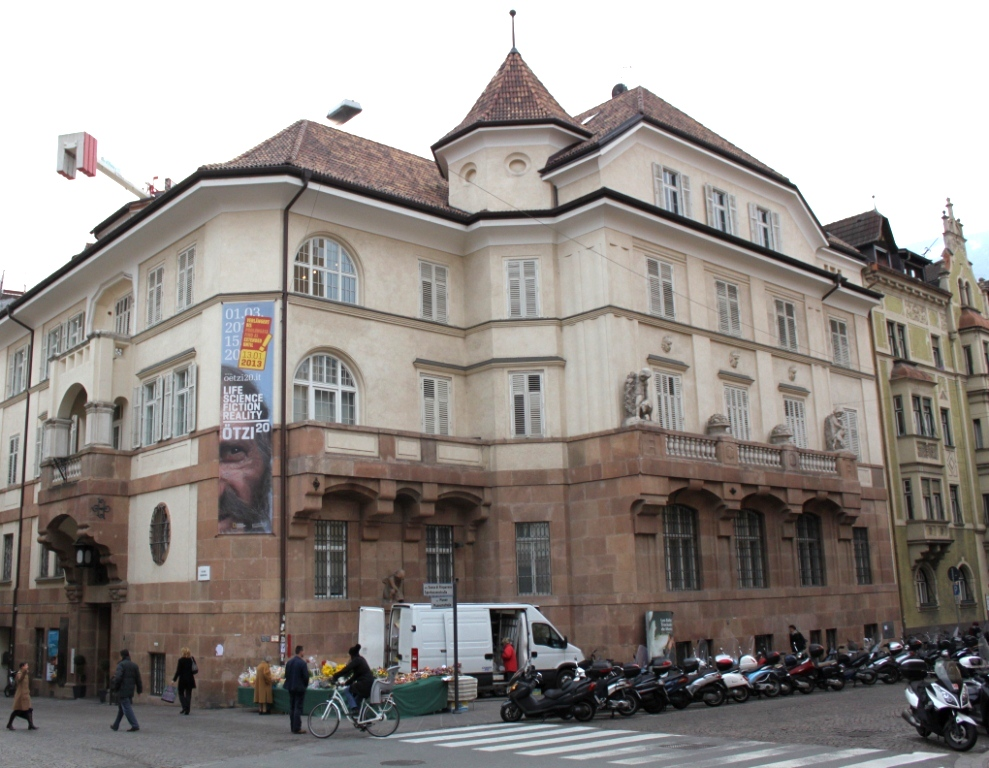
Südtiroler Archäologiemuseum 2012

1912–1913 wurde an der Ecke zur Museumstraße eine Filiale der Österreichisch-Ungarischen Bank erbaut. 1919 ging sie in den Besitz der italienischen Zentralbank über, die dort bis 1988 eine Filiale betrieb. Seit 1998 beherbergt das Gebäude das Südtiroler Archäologiemuseum. Das Museum ist der Ausstellungsort des Ötzi.

### Kaiserin-Elisabeth-Schule

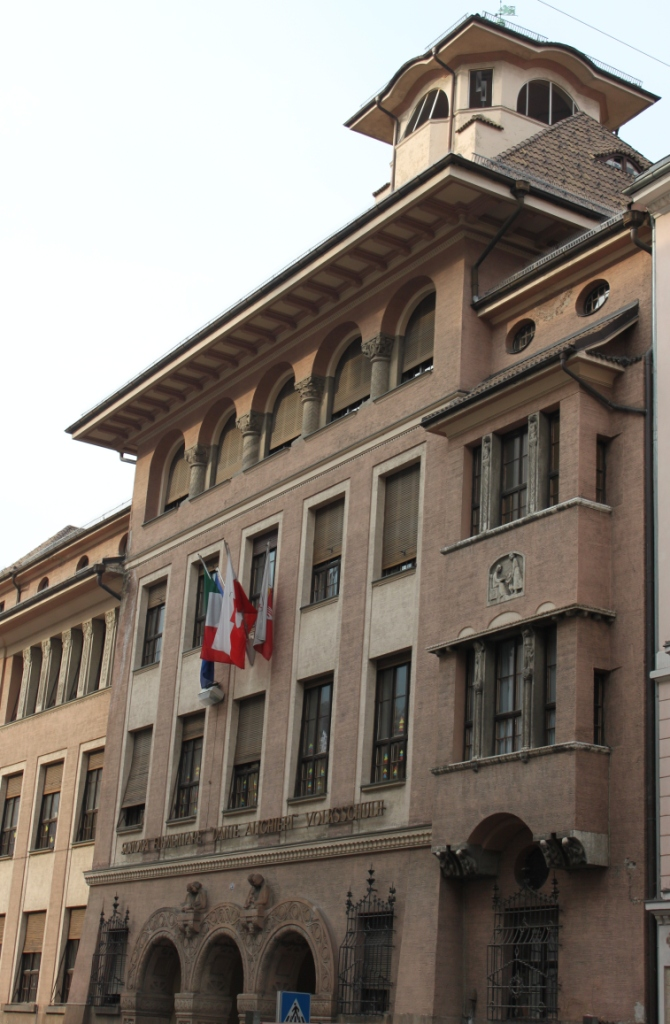
Dante-Alighieri Schule 2012, vormals Kaiserin-Elisabeth-Schule

Die neuromanische Elisabethschule (der volle Name lautete: Knaben-Volks und Bürgerschule Kaiserin Elisabeth) in der Sparkassenstraße 24 ist das Hauptwerk von Gustav Nolte und eine der wichtigsten Bauten der Ära Perathoner. Mit diesem „bürgerlichen Gesamtkunstwerk“ wollte sich die nationalliberale Stadtführung ein Denkmal setzen. Im Inneren erfuhr die Schule eine äußerst reiche Ausstattung, was der Großzügigkeit der einzelnen Künstler zu verdanken war, die Arbeiten teilweise kostenlos ausführten. An den Holzdecken des Wandelflurs im dritten Stock bildete Albert Stolz Porträts der Stände und Berufe ab.
Beim Marsch auf Bozen am 1./2. Oktober 1922 wurde die Schule von einem faschistischen Trupp überfallen, der den deutschen Schülern und Lehrern den Zutritt verwehrte und die Umwandlung in eine italienische Grundschule erzwingen wollte. 1923 wurde der Schulunterricht in deutscher Sprache abgeschafft, 1927 der Schulname in Regina Elena (nach der italienischen Königin Elena von Montenegro) geändert. Seitdem beherbergt das Gebäude eine Grundschule mit italienischer Unterrichtssprache. Seit 1946 heißt sie Dante-Alighieri-Schule.

### Freie Universität Bozen

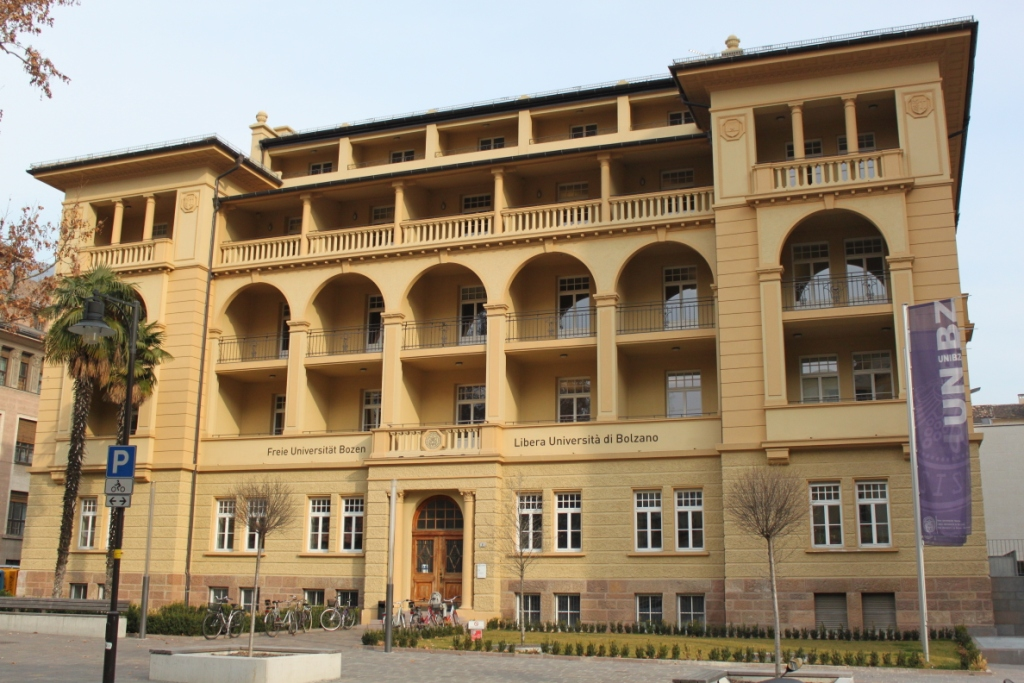
Das Rektorat der Freien Universität Bozen am südöstlichen Ende der Sparkassenstraße 2012

Am Südostende der Sparkassenstraße, dem Franz-Innerhofer-Platz, befinden sich Gebäude der 1997 gegründeten Freien Universität Bozen.

### Stolpersteine

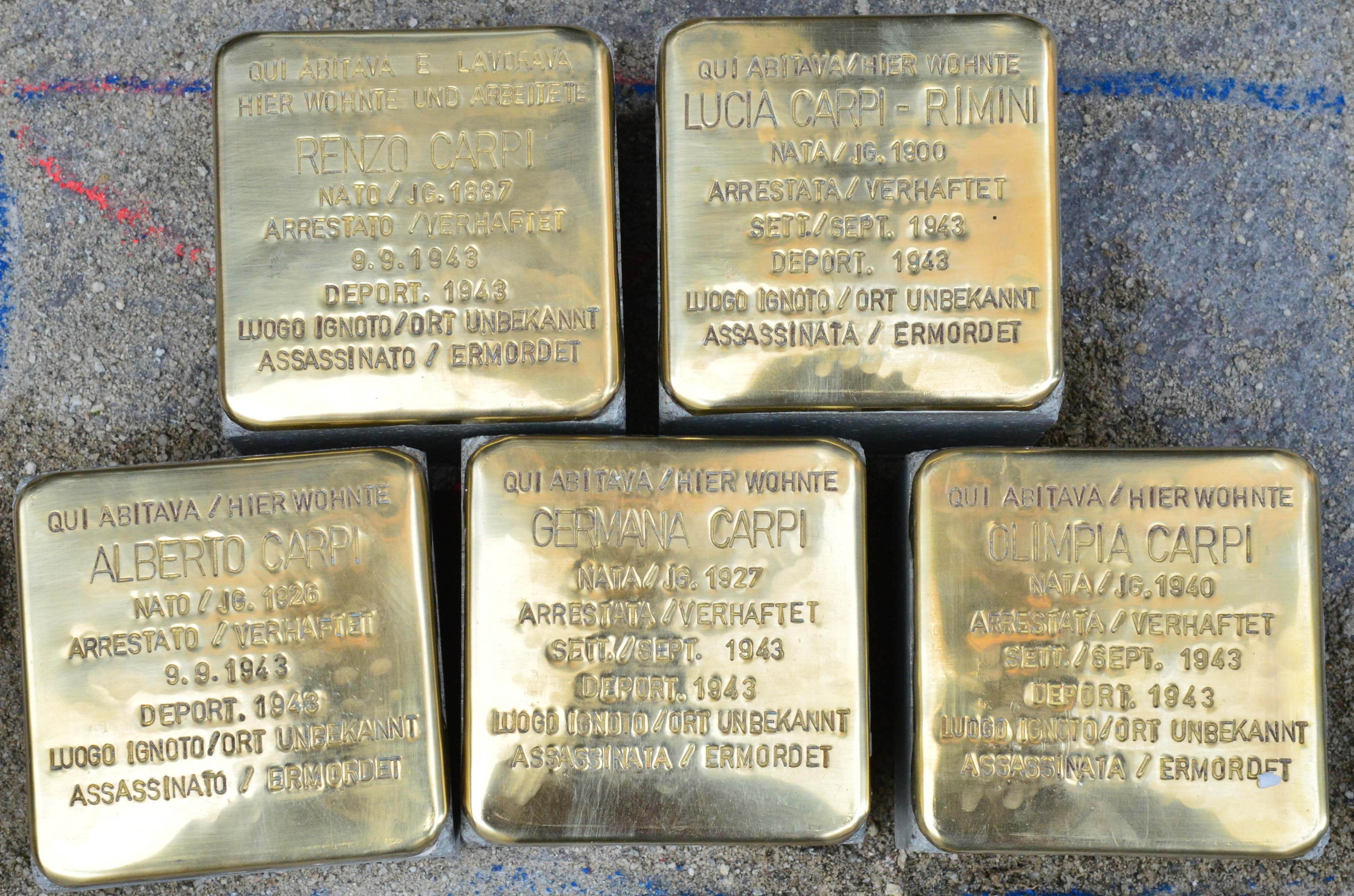
Die Stolpersteine für die Familie Carpi (Sparkassenstr. 16)

Im Jahr 2015 wurden im mittleren Abschnitt der Sparkassenstraße (vor dem Haus Nr. 16) fünf Stolpersteine verlegt, die an das Schicksal der Holocaust-Opfer der fünfköpfigen Bozener Familie Carpi erinnern.